# 三宅貴子
三宅 貴子（みやけ たかこ、1974年7月22日 - ）は、日本のやり投選手。世界選手権に2度出場している。自己ベストは61.15mであり、日本記録を保持していた。

## 国際大会の結果
| 年   | 大会                   | 会場                 | 結果 | 補足    |
| ---- | ---------------------- | -------------------- | ---- | ------- |
| 1992 | 世界ジュニア選手権大会 | 韓国、ソウル         | 26位 | 44.22 m |
| 1995 | ユニバーシアード       | 日本、福岡市         | 8位  | 55.86 m |
| 2001 | 東アジア競技大会       | 日本、大阪市         | 2位  | 56.61 m |
| 2001 | 世界選手権大会         | カナダ、エドモントン | 18位 | 56.05 m |
| 2002 | アジア競技大会         | 韓国、釜山           | 7位  | 53.72 m |
| 2003 | 世界選手権大会         | フランス、パリ       | 23位 | 52.26 m |
| 2003 | アジア選手権大会       | フィリピン、マニラ   | 4位  | 49.75 m |